# Tesla Roadster (2017)
Tesla Roadster – elektryczny hipersamochód wyprodukowany pod amerykańską marką Tesla w 2017 roku.

## Historia i opis modelu

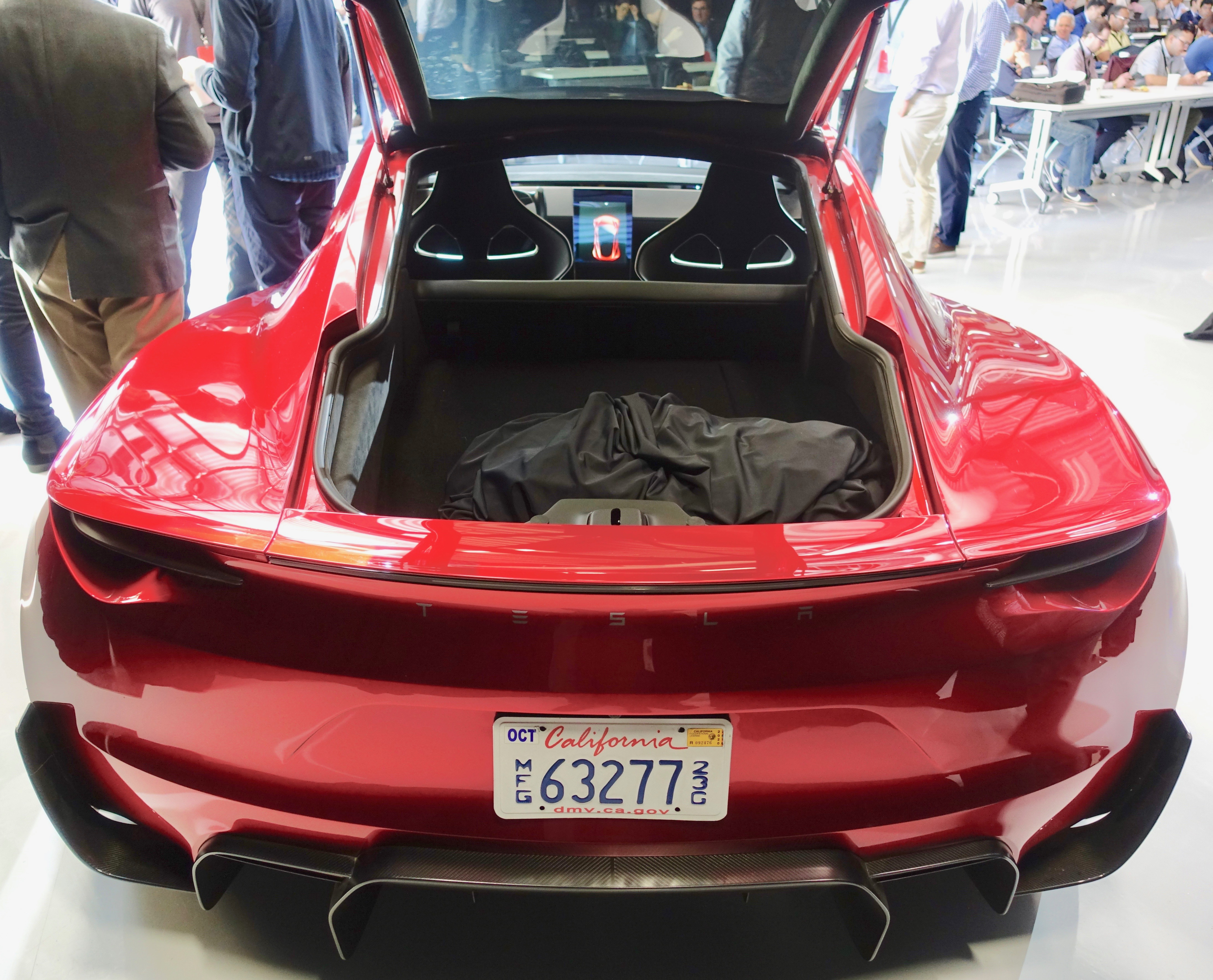
Tesla Roadster - tył

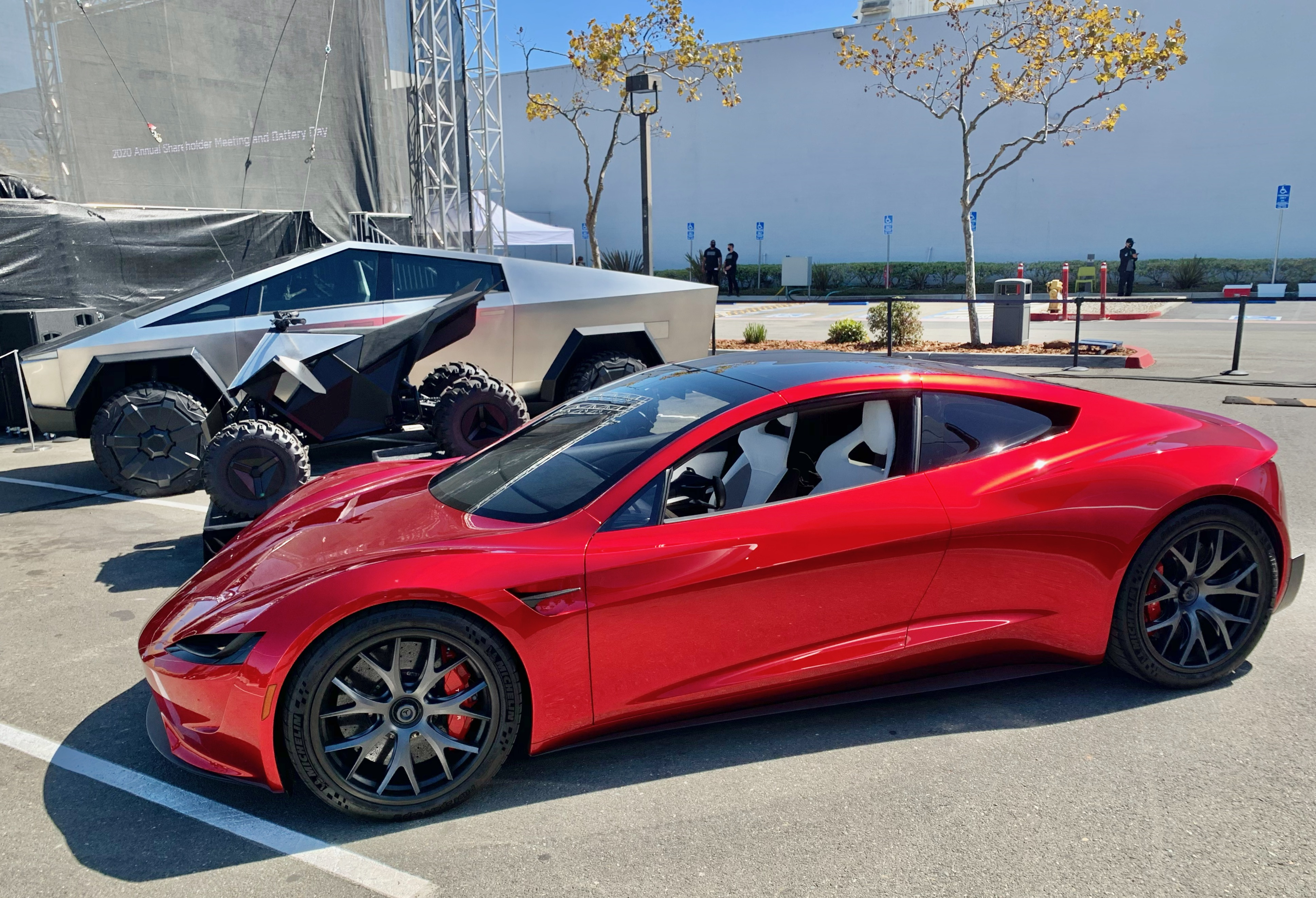
Tesla Roadster - sylwetka

Po wówczas 5-letniej przerwie, Tesla zdecydowała się odtworzyć koncepcję sportowego samochodu elektrycznego, prezentując w listopadzie 2017 roku drugą generację modelu Roadster. Tym razem samochód został zbudowany jako samodzielna konstrukcja, pomimo nazwy nie będąc już roadsterem, lecz 3-drzwiowym coupé mogącym pomieścić 4 pasażerów.

### Sprzedaż
W momencie premiery w listopadzie 2017 roku, Tesla określiła planowany początek sprzedaży i produkcji Roadstera na 2020 rok, z ceną wynoszącą ok. 200 tysięcy dolarów. W maju 2020 roku Elon Musk ogłosił jednak, że plany wdrożenia do produkcji Roadstera ostatecznie zostały przełożone na co najmniej końcówkę 2021 roku z powodu objęcia jako priorytet modelu Tesla Cybertruck. We wrześniu 2021 plany te zostały ponownie zrewidowane - teraz produkcja Roadstera ma rozpocząć się najwcześniej w 2023 roku. Z powodu wieloletnich opóźnień, Tesla Roadster zyskała miano projektu typu vaporware.

### Dane techniczne
Tesla Roadster II jest pojazdem znacznie szybszym od poprzednika, stając się przez to hipersamochodem. Zestaw akumulatorów 200 kWh pozwala osiągnąć 100 km/h w 1,9 sekundy, a także oferuje on maksymalną prędkość ok. 400 km/h. Prognozowany zasięg określono na 1000 kilometrów, z kolei napęd przenoszony jest na obie osie.